# Hey There Delilah
Hey There Delilah é o terceiro single liberado da banda rock Plain White T's, do álbum All That We Needed. 
A canção é sobre um relacionamento de longa distância. Em junho de 2007, dois anos após o lançamento inicial da canção, a banda tornou-se o primeiro mainstream hit nos Estados Unidos, acabou atingindo a primeira posição na Billboard Hot 100 em julho. A partir de 3 de julho de 2007 até 28 de julho de a canção foi número um , bem como o número um baixado canção sobre os E.U.A iTunes Music Store. Após alguns dias, a versão da canção foi introduzida no outro álbum da banda Every Seconds Counts que tornou-se o número um, mas mais baixados, e depois Hey there Delilah foi substituído por "Beautiful Girls" por Sean Kingston no Hot 100.
Após a canção saltou do número 16 ao número 6 na carta que continuou a subir uma posição cada semana (6-5-4-3-2-1), tornando-se o primeiro-chart topping hit ter este padrão no Hot 100 em 21 anos.Ele também chegou a número dois no Reino Unido e número três na Austrália.
A canção terminou 2007 como a 14a maior-venda de single no Reino Unido.
Embora "Hey There Delilah" ser do 3º álbum do Plain White T's All That We Need, uma vez que a popularidade da nova versão do single fosse boa,foi para o quarto álbum,Every Second Counts , tem "Hey There Delilah" adicionado como um bônus track com uma string Seção,aumentando a gravação original.

## Charts
| Chart (2007)                                 | Peak position |
| -------------------------------------------- | ------------- |
| Australia ARIA Singles Chart                 | 3             |
| Ö3 Austria Top 40                            | 2             |
| Belgium Singles Chart                        | 3             |
| Canada Singles Chart                         | 1             |
| Czech Singles Chart                          | 1             |
| EURO 200                                     | 4             |
| Germany Singles Chart                        | 1             |
| Ibero América Singles Chart                  | 52            |
| Italy Singles Chart                          | 7             |
| Israel Singles Chart                         | 1             |
| Ireland Singles Chart                        | 2             |
| Luxembourg Singles Chart                     | 6             |
| Malta Singles Chart                          | 6             |
| Netherlands Singles Chart 1                  | 10            |
| Netherlands Antilles Singles Chart           | 17            |
| New Zealand Singles Chart                    | 9             |
| Norway Singles Chart                         | 20            |
| Poland Singles Chart                         | 8             |
| Portugal Singles Chart                       | 31            |
| Singapore Singles Chart                      | 3             |
| Slovenia Singles Chart                       | 10            |
| Sweden Singles Chart                         | 6             |
| Switzerland Singles Chart                    | 9             |
| UK Singles Chart                             | 2             |
| U.S. Billboard Hot 100                       | 1             |
| U.S. Billboard Pop 100                       | 1             |
| U.S. Billboard Hot Adult Contemporary Tracks | 3             |
| U.S. Billboard Modern Rock Tracks            | 3             |